# Anievas
Anievas là một đô thị thuộc cộng đồng tự trị Cantabria, Tây Ban Nha. Theo điều tra dân số năm 2007, đô thị này có dân số là 12.919 người. Thủ phủ là Cotillo.

## Biến động dân số
| 1900 | 1910 | 1920 | 1930 | 1940 | 1950 | 1960 | 1970 | 1980 | 1990 | 2000 | 2005 |
| ---- | ---- | ---- | ---- | ---- | ---- | ---- | ---- | ---- | ---- | ---- | ---- |
| 661  | 722  | 705  | 622  | 716  | 663  | 634  | 603  | 499  | 477  | 381  | 381  |

Fuente: INE

## Các thị trấn
- Barriopalacio
- Cotillo (Thủ phủ)
- Calga
- enllasuso